# 穆罕默德·埃哈卜
穆罕默德·埃哈卜（阿拉伯语：‎，1989年11月21日—），埃及举重运动员，2016年夏季奥运会男子77公斤级铜牌得主、2017年伊斯兰团结运动会男子77公斤级金牌得主、2018年地中海运动会男子77公斤级金牌得主、2019年非洲运动会男子81公斤级金牌得主。